# ATM (タンパク質)
ATM（ataxia telangiectasia mutated）は、DNAの二本鎖切断によってリクルートされて活性化されるセリン/スレオニンキナーゼである。ATMは、DNA損傷チェックポイントの活性化を開始する重要なタンパク質をリン酸化し、細胞周期の停止、DNA修復やアポトーシスを引き起こす。p53、CHK2、BRCA1、NBS1、H2AXを含む、ATMの標的となるタンパク質のうちのいくつかはがん抑制因子である。
ATM遺伝子は1995年にYosef Shilohによって発見され、ATMという名称は、その遺伝子の変異（mutation）が毛細血管拡張性運動失調症（ataxia–telangiectasia）の原因であることに由来する。1998年にShilohの研究室とKastanの研究室は、ATMがDNA損傷によって活性が昂進するプロテインキナーゼであることをそれぞれ独自に示した。

## 概要
細胞周期を通じて、DNAの損傷は監視されている。損傷は複製時のエラーや代謝の副産物、有毒な薬剤や電離放射線によって生じる。細胞周期にはさまざまなDNA損傷チェックポイントが存在し、細胞周期の次の段階への移行を阻害したり、現在の段階にとどまらせたりしている。細胞周期の主要なチェックポイントとしてはG1/SチェックポイントとG2/Mチェックポイントがあり、細胞周期の正確な進行を維持している。ATMはDNA損傷後、特に二本鎖切断後に細胞周期の進行を遅らせる役割がある。ATMは、MRN複合体などの二本鎖切断を検知するタンパク質によって二本鎖切断部位にリクルートされる。その後、ATMはNBS1や他の二本鎖切断修復タンパク質をリン酸化する。こうして修飾された媒介タンパク質はDNA損傷シグナルを増幅し、CHK2やp53などの下流のエフェクターへシグナルを伝達する。

## 構造

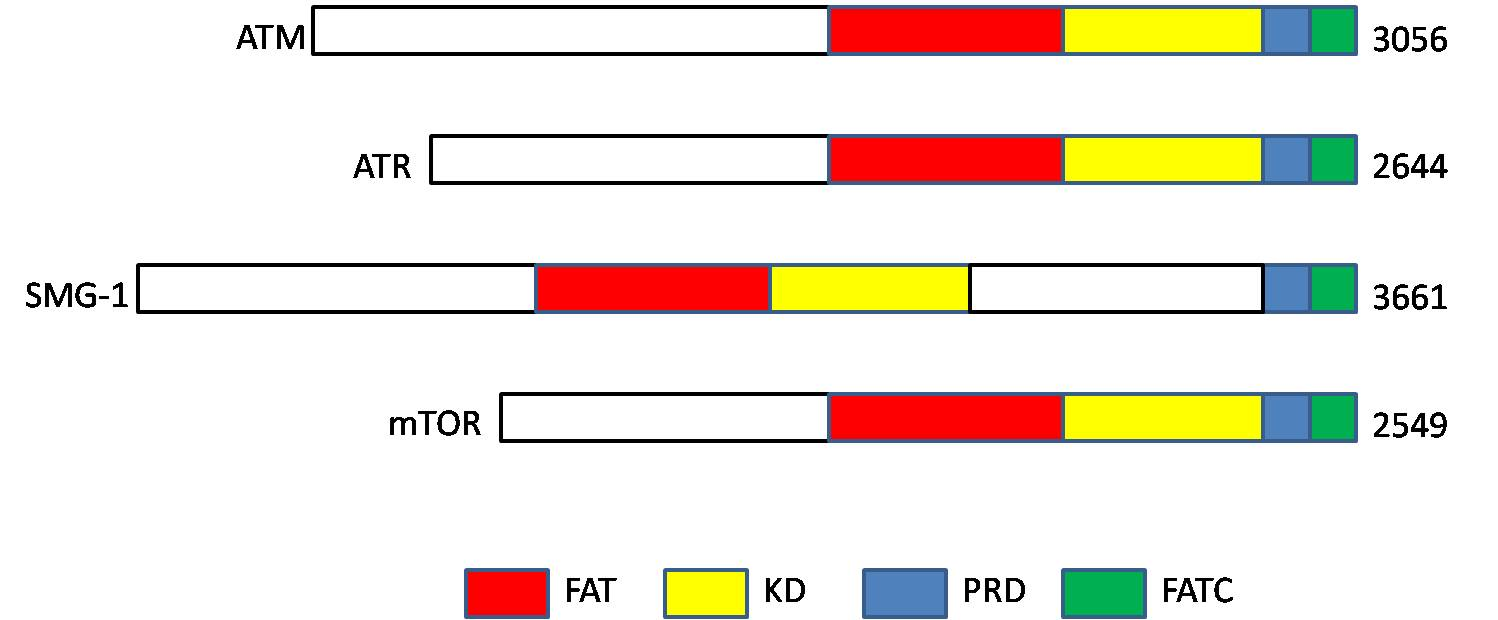
PIKKファミリーの4つのメンバー間で保存されている4つのドメインの模式図。

ATM遺伝子は3056アミノ酸からなる約 350 kDaのタンパク質をコードする。ATMはPI3K関連キナーゼ（PIKK）スーパーファミリーに属する。PIKKスーパーファミリーは6つのセリン/スレオニンキナーゼからなり、PI3キナーゼ（PI3K）との配列類似性を示す。このファミリーにはATR、DNA-PKcs、ｍTORが含まれる。ATMは特徴的な5つのドメインからなり、N末端側からC末端側へ、HEATリピートドメイン、FRAP-ATM-TRRAP（FAT）ドメイン、キナーゼドメイン（KD）、PIKK調節ドメイン（PDR）、FAT-C末端（FATC）ドメインの順に並んでいる。HEATリピートはNBS1のC末端に直接結合する。FATドメインはATMのキナーゼドメインと相互作用し、ATM自身のC末端領域を安定化する。キナーゼドメインはキナーゼ活性をもち、PRDとFATCドメインはその活性を調節する。ATMの全体構造は解かれていないが、その構造はDNA-PKcsときわめて類似しており、コンフォメーション変化後にヘッド領域と長いアーム領域が二本鎖DNAを包み込むと考えられている。N末端のドメインはFATドメインとともにαヘリックス構造をとると予測されている。このαヘリックス構造は、同じくHEATリピートを持つハンチンチンタンパク質でみられるような、曲がった管状の三次構造を形成すると考えられている。FATCは約30アミノ酸からなるC末端のドメインである。その配列は高度に保存されており、αヘリックスに続く鋭いターン構造からなり、ジスルフィド結合によって安定化されている。

## 機能

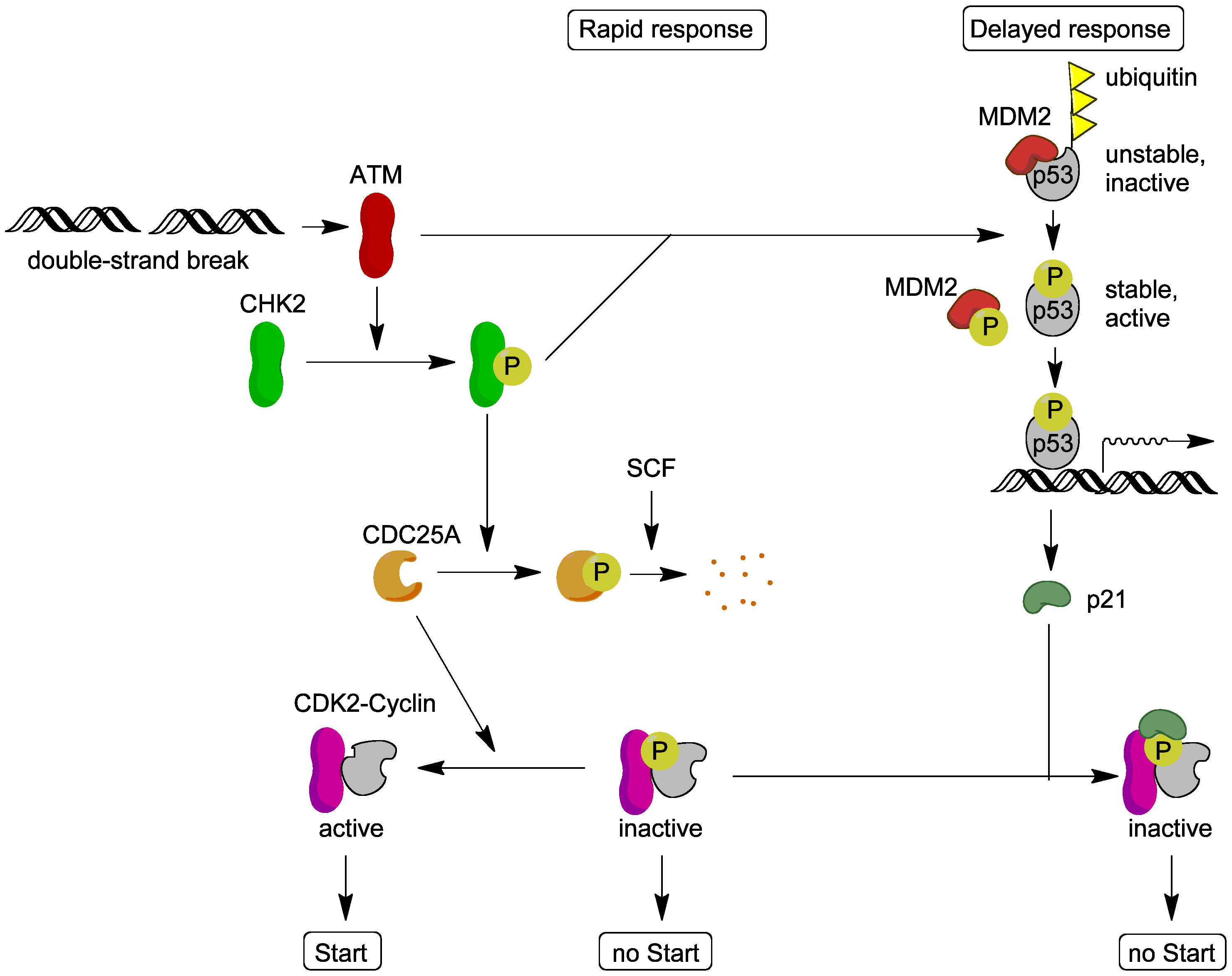
DNA二本鎖切断に対するATMを介した二段階応答。迅速な応答では、活性化されたATMはエフェクターキナーゼCHK2をリン酸化し、CHK2はCDC25Aをリン酸化してCDC25Aをユビキチン化と分解の標的とする。その結果リン酸化されたCDK/サイクリンが蓄積し、細胞周期の進行がブロックされる。遅延型応答では、ATMはp53とその阻害因子であるMDM2をリン酸化する。p53はCHK2によってもリン酸化される。その結果、p53は安定化されて活性化され、CDK阻害因子p21の発現が増加し、CDK活性を低く抑えることで長期間の細胞周期停止を維持する。

MRE11、RAD50、NBS1（酵母ではXRS2）からなる複合体はヒトではMRN複合体と呼ばれ、ATMを二本鎖切断部位へリクルートし、切断部の両端を保持する。ATMはNBS1サブユニットと直接相互作用し、ヒストンバリアントH2AXのSer139をリン酸化する。このリン酸化によって、BRCTドメインを持つアダプタータンパク質の結合部位が形成される。こうしたアダプタータンパク質は、エフェクターとなるプロテインキナーゼCHK2やがん抑制因子p53を含むさまざまな因子をリクルートする。ATMを介したDNA損傷応答は迅速な応答と遅延した応答から構成される。エフェクターキナーゼCHK2はATMによってリン酸化され活性化される。活性化されたCHK2はプロテインホスファターゼ CDC25Aをリン酸化し、その結果CDC25Aは分解されてCDK/サイクリンBを脱リン酸化することができなくなり、細胞周期が停止する。この迅速な応答で二本鎖切断を修復することができなかった場合、ATMはさらにMDM2とp53のSer15をリン酸化する。p53はエフェクターキナーゼCHK2によってもリン酸化される。こうしたリン酸化によってp53は安定化されて活性化され、CDK阻害因子p21を含む多数のp53標的遺伝子の転写が行われる。その結果、細胞周期の長期停止やアポトーシスまでもが引き起こされることもある。
ATMは、機能不全の古いミトコンドリアを除去するマイトファジー（ミトコンドリアのオートファジー）の調節因子として、ミトコンドリアの恒常性にも関与している可能性がある。ATM活性の増大はウイルス感染時にも生じ、デングウイルスの感染初期にオートファジーの誘導と小胞体ストレス応答の一部として活性化される。

## 調節
二本鎖切断後のATMの活性化には機能的なMRN複合体が必要である。この複合体は哺乳類細胞ではATMの上流で機能し、CHK2やp53などの基質に対するATMの親和性を増大させるようなコンフォメーション変化を誘導する。二本鎖切断がない状態では、不活性なATMは二量体または多量体として細胞内に存在している。DNA損傷に伴って、ATMはSer1981残基を自己リン酸化する。このリン酸化はATM二量体の解離を引き起こし、活性型のATM単量体が遊離する。ATMキナーゼの正常な活性にはさらなる自己リン酸化（Ser367とSer1893）が必要である。MRN複合体によるATMの活性化には、MRE11に結合するMDC1による二本鎖切断末端へのATMのリクルートと、その後のNBS1のC末端を介したキナーゼ活性の促進、という少なくとも2つの段階が先行して起こることが必要である。キナーゼドメインの活性の調節には、FAT、PRD、FATCの3つのドメインが関与している。FATドメインはATMのキナーゼドメインと相互作用し、ATM自身のC末端領域を安定化する。FATCドメインはキナーゼ活性に重要であり、変異に対する感受性が高い。FATCドメインはタンパク質間相互作用を媒介し、例えば、ATMのLys2016をアセチル化するヒストンアセチルトランスフェラーゼ TIP60と相互作用する。アセチル化はPRDドメインのC末端部分に対して行われ、ATMキナーゼの活性化と単量体への変換に必要である。PRDドメイン全体の欠失はATMのキナーゼ活性が喪失させるが、小さな欠失は活性に影響を与えない。

## がんにおける役割
毛細血管拡張性運動失調症（AT）は、小脳の変性、放射線に対する極度の細胞感受性、がんの遺伝的素因によって特徴づけられる稀少疾患である。ATの患者は全てATM遺伝子に変異を有している。他のAT様の疾患の大部分では、MRN複合体のタンパク質をコードする遺伝子に欠陥が生じている。ATMタンパク質の特徴の1つは二本鎖切断の形成後、迅速に活性が増大することである。ATMキナーゼの基質はDNA修復、アポトーシス、G1/S期チェックポイント、S期内チェックポイント、G2/M期チェックポイント、遺伝子調節、翻訳開始、テロメアの維持など広範囲に関与しているため、ATの患者ではさまざまな表現型となって表出する。ATMの欠陥は特定のタイプのDNA損傷の修復に重大な影響を与え、不適切な修復によってがんが生じる可能性がある。ATの患者は乳がんのリスクが高いが、これはATMがDNA損傷後にBRCA1やその結合タンパク質と相互作用してリン酸化を行うためである。マントル細胞リンパ腫、T-ALL、atypical CLL、T-PLLを含む特定種の白血病やリンパ腫もATMの欠陥と関係している。

## 散発性がんにおけるATM変異の頻度
散発性のがんにおいて、ATM遺伝子の変異が見つかる頻度は比較的低い。COSMIC（Catalogue Of Somatic Mutations In Cancer）によると、ATMのヘテロ接合型変異の頻度は、卵巣がん713試料の0.7%、中枢神経系のがん859試料の0.9%、乳がん1120試料の1.9%、腎臓がん847試料の2.1%、大腸がん782試料の4.6%、肺がん1040試料の7.2%、造血系・リンパ系組織のがん1790試料の11.1%でみられた。

## がんにおいて高頻度でみられるATMのエピジェネティックな欠陥
ATMは、さまざまながんにおいて高頻度でプロモーター領域の高メチル化が見られるDNA修復遺伝子の1つである。ATM遺伝子のプロモーターのメチル化はATMのmRNAやタンパク質の発現の減少を引き起こす。
脳腫瘍の73%以上でATM遺伝子のプロモーターがメチル化されており、ATMのプロモーターのメチル化とタンパク質発現には強い逆相関が存在する（p < 0.001）。
ATM遺伝子のプロモーターは小さな非触知乳がんの53%で高メチル化が観察されており、ステージII以降の乳がんでは78%で高メチル化がみられ、ATMのmRNA存在量の低下とATM遺伝子プロモーターのメチル化の異常には極めて有意な相関（P = 0.0006）が存在している。
非小細胞性肺がん（NSCLC）では、腫瘍とその周囲の組織学的に腫瘍と関係していない肺組織におけるATMのプロモーターのメチル化は、それぞれ69%と59%であることが示された。しかし、より進行したNSCLCではATMのプロモーターのメチル化の頻度は22％へと低下した。周囲の肺組織におけるATMプロモーターのメチル化は、ATMの欠乏がNSCLCへの進行を導く初期の発がん素地である可能性を示唆している。
頭頸部の扁平上皮がんでは、腫瘍の42%でATMのプロモーターのメチル化がみられた。
DNA損傷はがんの主要な根本原因であり、多くのがんの根底にはDNA修復の欠陥がある可能性が高いと考えられている。DNA修復が不十分な場合、DNA損傷が蓄積する傾向がある。DNA複製時、こうした過剰なDNA損傷はエラー率の高い損傷乗り越え合成（translesion synthesis）による変異を増加させる可能性がある。また、過剰なDNA損傷はDNA修復時のエラーによってエピジェネティックな変化を増加させる可能性がある。こうした変異やエピジェネティックな変化はがんの発生へとつながる可能性がある。多くのがんで頻繁にみられるATMのエピジェネティックな欠乏は、こうしたがんの進行に寄与している可能性が高い。

## 減数分裂
ATMは減数分裂の前期に機能する。野生型のATM遺伝子はヒトの精巣では体細胞（皮膚線維芽細胞など）と比較して4倍のレベルで発現している。マウスとヒトの双方で、ATMの欠乏はメスとオスの不妊を引き起こす。ATMの発現の欠乏は減数分裂の第一分裂前期を大きく破壊する。さらに、ATMを介したDNAの二本鎖切断修復の機能不全は、マウスとヒトの卵母細胞の老化の推定原因として同定されている。ATM遺伝子の発現は、他の重要な二本鎖切断修復遺伝子と同様、マウスとヒトの卵母細胞では年齢とともに低下し、並行して原始卵胞では二本鎖切断の増加がみられる。これらは、ATMを介した相同組換え修復が減数分裂で重要な機能を果たしていることを示唆している。

## 相互作用
ATMは次に挙げる因子と相互作用することが示されている。
- ABL[37][38][39]
- BRCA1[21][40][41][42][43][44][45]
- BLM（英語版）[41][46]
- DNA-PKcs[40][47]
- FANCD2（英語版）[48][49]
- MRE11A[40][41]
- NBN[40][41]
- P53[40][50][51][52][53]
- RAD17（英語版）[40][54]
- RAD51[37]
- RBBP8（英語版）[40][55]
- RHEB（英語版）[56]
- RRM2B[57]
- SMC1A（英語版）[58]
- TERF1（英語版）[38]
- TP53BP1（英語版）[59][60]

## Tefu
キイロショウジョウバエDrosophila melanogasterのTefuタンパク質は、ヒトのATMタンパク質の構造的・機能的ホモログである。TefuはATMと同様、DNA修復と卵母細胞における減数分裂時の正常レベルの組換えに必要である。

## 関連文献
- “The complexity of p53 modulation: emerging patterns from divergent signals”. Genes Dev. 12 (19):  2973–83. (1998). doi:10.1101/gad.12.19.2973. PMID 9765199.
- Jef Akst (2015). “Another Telomere-Regulating Enzyme Found”. The Scientist (November 12).
- “The many substrates and functions of ATM”. Nature Reviews Molecular Cell Biology 1 (3):  179–86. (2001). doi:10.1038/35043058. PMID 11252893.
- “ATM: from phenotype to functional genomics--and back”. Ernst Schering Res. Found. Workshop (36):  51–70. (2002). doi:10.1007/978-3-662-04667-8_4. ISBN 978-3-662-04669-2. PMID 11859564.
- “Histone H2A variants H2AX and H2AZ”. Current Opinion in Genetics & Development 12 (2):  162–9. (2002). doi:10.1016/S0959-437X(02)00282-4. PMID 11893489.
- “[ATM and Cancer]”. Zhongguo Shi Yan Xue Ye Xue Za Zhi 10 (1):  77–80. (2003). PMID 12513844.
- “ATM and related protein kinases: safeguarding genome integrity”. Nature Reviews Cancer 3 (3):  155–68. (2003). doi:10.1038/nrc1011. PMID 12612651.
- “ATM gene and lymphoid malignancies”. Leukemia 18 (2):  238–42. (2004). doi:10.1038/sj.leu.2403221. PMID 14628072.
- “DNA damage-induced activation of ATM and ATM-dependent signaling pathways”. DNA Repair (Amst.) 3 (8–9):  889–900. (2005). doi:10.1016/j.dnarep.2004.03.029. PMID 15279774.
- “The ATM-related kinase, hSMG-1, bridges genome and RNA surveillance pathways”. DNA Repair (Amst.) 3 (8–9):  919–25. (2005). doi:10.1016/j.dnarep.2004.04.003. PMID 15279777.
- “Functional consequences of sequence alterations in the ATM gene”. DNA Repair (Amst.) 3 (8–9):  1197–205. (2005). doi:10.1016/j.dnarep.2004.03.011. PMID 15279808.
- “ATM-mediated phosphorylations inhibit Mdmx/Mdm2 stabilization by HAUSP in favor of p53 activation”. Cell Cycle 4 (9):  1166–70. (2006). doi:10.4161/cc.4.9.1981. PMID 16082221.
- “ATM and breast cancer susceptibility”. Oncogene 25 (43):  5906–11. (2006). doi:10.1038/sj.onc.1209873. PMID 16998505.